# Bodianus tanyokidus
Bodianus tanyokidus е вид бодлоперка от семейство Labridae.

## Разпространение и местообитание
Видът е разпространен в Гуам, Коморски острови, Мавриций и Япония.
Среща се на дълбочина около 45 m.

## Описание
На дължина достигат до 17,7 cm.